# Guy Malandain
Pour les articles homonymes, voir Malandain (homonymie).
Guy Malandain, né le 1er juin 1937 à Rouen (Seine-Inférieure), est un ingénieur du génie civil et homme politique français. Membre du Parti socialiste, il est maire de la ville de Trappes dans le département des Yvelines, de 2001 à 2020 et député de 1981 à 1993, puis de 2000 à 2002.

## Biographie
Issue d'une famille de la petite classe moyenne rouennaise (son père est comptable chez GDF et sa mère employée des PTT), il commence à travailler dès l'âge de 16 ans.  
Il participe à la guerre d'Algérie en tant qu'appelé du contingent de juillet 1957 à novembre 1959. Sous-lieutenant, il se voit notamment confier la gestion du dépôt de munitions du corps d'armée d'Oran (service du matériel de l'armée de terre). 
Après le conflit, il entreprend des études en génie civil. En 1978, c'est lui qui dirige en tant qu'ingénieur principal les études de la gare souterraine Paris-Nord pour le compte de la SNCF. 
Membre du CERES au sein du Parti socialiste dès 1971 au congrès d'Épinay, Guy Malandain a de nombreuses années plus tard soutenu la candidature de Jean-Pierre Chevènement à l'élection présidentielle française de 2002 avant de s'éloigner du Pôle républicain.

### Député
Guy Malandain est élu député des Yvelines pour la première fois lors des élections législatives de juin 1981. Il est élu dans la 8e circonscription des Yvelines et siège du 2 juillet 1981 au 1er avril 1986.
Il est réélu au scrutin à la proportionnelle en mars 1986 pour un second mandat entre le 2 avril 1986 et le 21 mai 1988, quand le président François Mitterrand dissout l'Assemblée nationale. Réélu en juin 1988, il est de nouveau député, pour la 11e circonscription des Yvelines, une première fois du 23 juin 1988 au 1er avril 1993 et une seconde fois du 28 avril 2000 au 18 juin 2002, comme suppléant de Catherine Tasca entrée au gouvernement.
Spécialisé dans les domaines de l'urbanisme, de l'habitat et de la politique de l'eau, Guy Malandain est rapporteur d'un certain nombre de textes, notamment la loi du 22 juin 1982 sur les droits et les obligations des locataires et des bailleurs, celle du 6 juillet 1989 sur les rapports locatifs, tout comme la loi d'orientation pour la ville (LOV) du 13 juillet 1991.

### Mandats locaux
Il est conseiller général des Yvelines, élu dans le canton de Rambouillet de 1976 à 1982, conseiller municipal d'Auffargis de 1977 à 1983, puis d'Élancourt de 1983 à 1995, ville dont il est également adjoint au maire. Il est parallèlement conseiller régional d'Île-de-France entre 1983 et 1986.
En 1995, il est élu au conseil municipal de Trappes et devient adjoint au maire communiste. En 2001, il est tête de liste du Parti socialiste lors des élections municipales. La ville est un fief communiste depuis la fin de la Seconde Guerre mondiale.
S'affirmant fermement laïc, Guy Malandain, souhaitant que toutes les religions disposent de lieux de culte, est favorable à la construction d'une « très grande mosquée » à Trappes.
Guy Malandain est réélu en 2008, sa liste obtenant dès le premier tour 54,7 % des voix, et de nouveau en 2014, où la liste qu'il conduit totalise 50,96 % des voix.
Il est par ailleurs conseiller de la communauté d'agglomération de Saint-Quentin-en-Yvelines.
Lors des élections municipales de 2020, la liste qu'il conduit termine à la troisième place loin derrière celle d'Ali Rabeh, son ancien adjoint, qui l'emporte au second tour avec plus de 40 % des voix.

## Résultats électoraux
| Candidat       | Candidat              | Parti                | Premier tour | Premier tour | Second tour | Second tour |  |
| Candidat       | Candidat              | Parti                | Voix         | %            | Voix        | %           |  |
| -------------- | --------------------- | -------------------- | ------------ | ------------ | ----------- | ----------- |  |
|                | Nicolas About sortant | UDF (PR)             | 40 964       | 44,30        | 45 648      | 46,61       |  |
|                | Guy Malandain élu     | PS                   | 34 744       | 37,57        | 52 287      | 53,39       |  |
|                | Jacqueline Hoffmann   | PCF                  | 11 037       | 11,94        |             |             |  |
|                | Michel Grassart       | MRG                  | 1 586        | 1,72         |             |             |  |
|                | Jean-Yves Métayer     | Extrême gauche (PSU) | 1 520        | 1,64         |             |             |  |
|                | Denis Despré          | Divers droite (MDD)  | 1 178        | 1,27         |             |             |  |
|                | Jean-Claude Cotentin  | Extrême gauche (LO)  | 834          | 0,90         |             |             |  |
|                | Didier Malinosky      | Extrême gauche (LCR) | 606          | 0,66         |             |             |  |
|                |                       |                      |              |              |             |             |  |
| Inscrits       | Inscrits              | Inscrits             | 129 279      | 100,00       | 129 344     | 100,00      |  |
| Abstentions    | Abstentions           | Abstentions          | 35 769       | 27,67        | 30 278      | 23,41       |  |
| Votants        | Votants               | Votants              | 93 510       | 72,33        | 99 066      | 76,59       |  |
| Blancs et nuls | Blancs et nuls        | Blancs et nuls       | 1 041        | 1,11         | 1 131       | 1,14        |  |
| Exprimés       | Exprimés              | Exprimés             | 92 469       | 98,89        | 97 935      | 98,86       |  |

Législatives de 1988 : 11ᵉ circonscription des Yvelines

## Ouvrage
- Pour sauver l’eau, éd. Michel Rino, avec Yves Tavernier.

## Famille
Il est le père de Thierry Malandain, danseur et chorégraphe.